# 존 타바레스 (아이스하키 선수)
존 타바레스(영어: John Tavares, 1990년 9월 20일~)는 캐나다의 아이스하키 선수로 포지션은 센터이다. 현재 내셔널 하키 리그(NHL)의 팀인 토론토 메이플리프스의 주장으로 뛰고 있다. 그는 2009년 NHL 드래프트에서 전체 1순위로 뉴욕 아일런더스의 지명을 받았으며 아일런더스에서 9시즌 동안 뛰면서 5시즌 동안 주장을 역임했다.
청소년 선수 시절에 온타리오 하키 리그(OHL)의 오샤와 제너럴스 소속으로 활약했으며, 이후 런던 나이츠 소속으로 1시즌 동안 뛰었다. 그는 14세때 연령 제한 규정을 깨고 "예외 선수"로 지정되어 OHL에 진출한 거승로 잘 알려져 있으며, 2005년에 OHL 드래프트에서 오샤와 제너럴스의 지명을 받고 활약했다. 그는 OHL 첫 시즌에 잭 퍼거슨 상을 받았으며, 2006년과 2007년에 커네이디언 하키 리그(CHL) 올해의 선수로 선정되는 등 크게 활약했고, 통산 215골을 기록하며 OHL 최다 골 기록을 갱신했다. 이러한 타바레스의 OHL 입성 과정은 그가 2008년 NHL 드래프트에 참가할 수 있도록 드래프트 규칙의 변경하고 아메리칸 하키 리그(AHL)에서 뛰도록 허용하려는 시도이다. 그는 NHL 중앙 스카우팅국과 ISS 하키에서 2009년 드래프트에서 주목해야할 최고 유망주로 선정되었다.
국제 대회에 캐나다를 대표하여 참가하고 있으며, 주니어 국가대표 시절에 세계 주니어 선수권 대회에서 금메달 1개와 은메달 1개를 획득했다. 2009년 세계 주니어 선수권 대회 당시에는 6경기에서 8골 15득점을 기록하며 대회 최우수 선수로 선정되는 등 대형 유망주로 인정받았다. 그는 2010년 세계 선수권 대회를 통해 캐나다 A대표팀의 일원이 되었으며, 이후에 2011년 세계 선수권 대회와 2012년 세계 선수권 대회에 캐나다 대표팀의 일원으로 활약했다. 2014년에는 처음으로 올림픽에 참가하게 되었으며, 2014년 동계 올림픽 금메달을 획득했다.